# اووای ساتوکانه
اووای ساتوکانه (به ژاپنی: 上井覚兼 Uwai Satokane); ۲۳ مارس ۱۵۴۵ – ۲۴ ژوئیهٔ ۱۵۸۹ یک سامورایی در دوره سنگوکو در خدمت خاندان شیمازو در جنوب ژاپن بود.